# Plebejus augustanus
Plebejus augustanus är en fjärilsart som beskrevs av Metzer 1956. Plebejus augustanus ingår i släktet Plebejus och familjen juvelvingar. Inga underarter finns listade i Catalogue of Life.